# Dictionary of Literary Biography
Le Dictionary of Literary Biography (que l'on peut traduire en français par « dictionnaire des biographies littéraires ») est une encyclopédie spécialisée dédiée à la littérature et publiée par Gale depuis 1978. Les 375 volumes (2006), qui la composent, couvrent un large éventail de sujets, de périodes et de genres, en se concentrant sur la littérature américaine et britannique